# Ipar Buru Batzar
El Ipar Buru Batzar (IBB) es uno de los consejos territoriales en los que está organizado el Partido Nacionalista Vasco (en Francia el EAJ-PNV se denomina, traducido al francés, EAJ-PNB). Corresponde geográficamente al País Vasco francés (Iparralde) y se constituyó el 7 de abril de 1990.[cita requerida]
El PNB dispone de diversos batzokis (sedes sociales) en territorio francés y el IBB edita mensualmente la revista Lema.

## Presidencia del IBB
Su presidente actual es Peio Etxeleku, que sustituye a Pako Arizmendi. Claire Noblia sustituyó en el puesto al histórico dirigente Ramuntxo Camblong. Claire Noblia deja el partido nacionalista vasco en 2009 para integrar las filas de EA. 
El interés de EAJ-PNB es de unir a todos los vascos tanto del norte como del sur.

### Lista de presidentes del IBB
Desde su fundación en 1990, el Ipar Buru Batzar ha tenido los siguientes presidentes:
- Ximun Haran (1990-1996)
- Iñaki Ibarzola (2000-2004)
- Ramuntxo Camblong (2004-2008)
- Claire «Argitxu» Noblia (2008-2009)
- Txaro Goikolea Mintegia (2009-2016)
- Pako Arizmendi (2016-2020)
- Peio Etxeleku (2020-presente)

## El PNB en las elecciones francesas
En las elecciones municipales de 2008, el PNB se presentó en solitario y consiguió nueve concejales, triplicando el número conseguido en los anteriores comicios. El resto de fuerzas nacionalistas vascas se agrupó en la coalición Euskal Herria Bai, que reunía a Abertzaleen Batasuna (AB), Batasuna y Eusko Alkartasuna, negándose el EAJ-PNB a formar parte de la misma por la no condena de la violencia terrorista por parte de algunos miembros de dicha coalición.

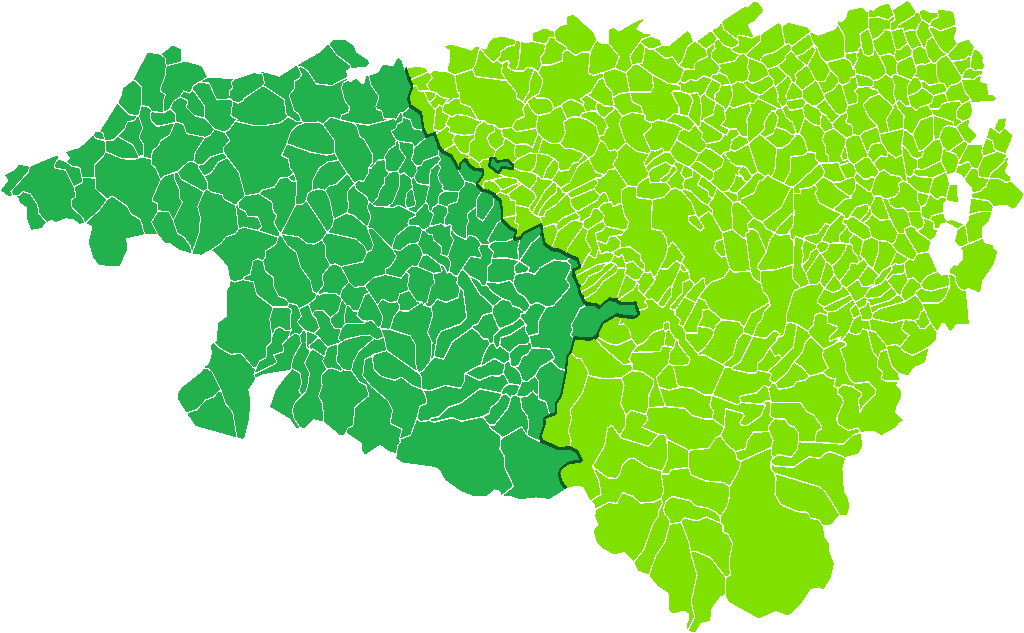
Situación de "Iparralde" dentro del "Departamento de los Pirineos Atlánticos" que es uno de los cuatro Departamentos de la "Región de Aquitania".

En 2010 EAJ-PNB obtuvo los mejores resultados electorales de las candidaturas nacionalistas vascas en el País Vasco francés. No obstante, el ámbito de actuación del partido se centra solo en el territorio conocido como "País Vasco francés" (en euskera denominado Iparralde) que es una parte del poco poblado Departamento de los Pirineos Atlánticos, el cual a su vez es solo uno de los cuatro departamentos que componen la circunscripción electoral de la Región de Aquitania que posee 3.150.890 habitantes; ello implica que, debido a las peculiaridades de la legislación electoral francesa, tanto el PNV como el resto de fuerzas regionalistas y nacionalistas, tengan muchas dificultades para superar el 5% de los votos que se precisan en Aquitania para poder pasar a la segunda vuelta de las elecciones francesas.